# Hey You (chanson de Pink Floyd)
Pour les articles homonymes, voir Hey You.
Singles de Pink Floyd
Another Brick in the Wall, Part 2
(1979) Run Like Hell
(1980)
Pistes de The Wall
Goodbye Cruel World Is There Anybody out There?
Hey You est une chanson du groupe de rock progressif britannique Pink Floyd. Elle apparaît sur l'album The Wall sorti en 1979. La chanson commence le deuxième disque de l'album double.

## Composition
La chanson est en mi mineur et en quatre temps (4/4). Elle débute avec un arpège de guitare acoustique, dont la mélodie d'introduction est presque la même que celle de Pigs (Three Different Ones) de l'album Animals (1977), accompagnée d'une basse fretless. Apparaissent ensuite le synthétiseur, le chant de David Gilmour et la batterie. Après cette section, on peut entendre seulement le synthétiseur, la basse et la batterie. Dans la prochaine section de la chanson commence un synthétiseur et la guitare acoustique et par la suite, la basse les rejoint. Vers 3:20 dans la chanson apparaît un son de sonar proche des premières notes d’Echoes, accentuant l'atmosphère d'isolation et de vide. La tonalité de la chanson est globalement très sombre et désespérée, comme c'est le cas de la majorité de l'album.

## Analyse des paroles
Cette chanson est un point important dans l'histoire de The Wall puisqu'elle marque la bascule de Pink, le personnage principal, vers la folie. Celui-ci comprend l'erreur qu'il a commise en voulant s'isoler du reste du monde et tente de reprendre le contact avec autrui, mais son mur bloque ses appels, qui deviennent de plus en plus désespérés au fur et à mesure qu'il réalise qu'il n'y a pas d'échappatoire. Le placement de ce morceau au début du deuxième disque est donc logique, car il était initialement placé vers la fin de l'album.

## Version du film
Cette chanson est absente du film Pink Floyd The Wall, mais la séquence correspondante fut bel et bien tournée : on y voit des scènes d'émeutes très violentes, qui représentent peut-être le chaos qui règne dans l'esprit de Pink. D'un commun accord, Roger Waters et Alan Parker, le réalisateur du film, décidèrent de la couper, pensant qu'elle alourdirait trop le film. Une version en noir et blanc apparaît sur la version en DVD du film.

## Confusion
À l'origine, Hey You ne devait pas apparaître au début de la troisième face du disque vinyle. Le fait que cette face commence par un morceau qui n'était pas listé sur les premiers pressages de la pochette a engendré beaucoup de confusion. Roger Waters a justifié l'incident dans son interview à Radio One :
« Il [Hey You] ne figurait pas sur cette troisième face lorsque Bob Ezrin m'a appelé et m'a dit : « La troisième face ne fonctionne pas. » Et lorsque je lui ai demandé pour quelle raison, il m'a répondu qu'il y avait trop d'effets sonores. De toute façon, je n'étais pas à l'aise avec cette face. J'y ai réfléchi et je me suis dit que ce qui n'allait pas, c'était cette scène du personnage dans une chambre d'hôtel avec la fenêtre cassée et une télé, et il chante ses pensées et son ressenti, là, seul dans cette chambre. Ce dont nous parlons là, n'a véritablement rien à voir avec le concept de l'album. Il me fallait prendre en compte comment fonctionnerait cette face de l'album et comment je pourrais programmer cela. Après y avoir pensé deux minutes, j'ai réalisé que Hey You pouvait fonctionner n'importe où dans le concept et que la troisième face serait bien meilleure avec ce morceau en ouverture qui viendrait en sandwich entre la scène de l'hôtel et ce qui se passait à ce moment dans le monde extérieur. »

## Musiciens
- Roger Waters - chant, basse électrique
- David Gilmour - guitares, basse fretless, chant
- Richard Wright - orgue, piano électrique, synthétiseur
- Nick Mason - batterie

## Reprises
Le pianiste de jazz Brad Mehldau a enregistré cette chanson en piano solo sur 10 Years solo live (2015).

### Dans le cinéma
- Cette chanson fait partie intégrante du scénario du film de Noah Baumbach, Les Berkman se séparent (The Squid and the Whale) sorti en 2005 ;
- Elle apparaît aussi dans le film film américain Date Limite de Todd Phillips sorti en 2010 ;
- Elle est diffusée plusieurs fois dans le film film chinois Black Dog de Guan Hu sorti en 2024.